# Stadio Bežigrad
Lo stadio Bežigrad (in sloveno Stadion Bežigrad), anche noto come Centralni stadion Bežigrad, fu uno stadio polivalente situato nel distretto di Bežigrad di Lubiana, in Slovenia. Fu progettato dal celebre architetto Jože Plečnik.
Nello stadio disputò le sue partite casalinghe l'Olimpia Lubiana. Inoltre, fu sede di numerosi incontri della Slovenia.

## Storia
Costruito su una cava di ghiaia abbandonata tra il 1925 e il 1935, fu inaugurato il 28 giugno 1935 in occasione del congresso eucaristico jugoslavo. Lo stadio prese il nome dall'omonimo distretto in cui fu collocato. Nel dopoguerra lo stadio divenne il terreno di gioco dell'Olimpia Lubiana dove si tennero numerosi incontri calcistici di primo piano, tra cui spicca la finale di andata della Coppa di Jugoslavia 1969-1970 che vide affrontarsi i padroni di casa e la Stella Rossa (2-2).

## Incontri calcistici di rilievo
| Data                       | Incontro                       | Risultato | Note                              |
| -------------------------- | ------------------------------ | --------- | --------------------------------- |
| Kup Maršala Tita 1969-1970 |                                |           |                                   |
| 19 maggio 1970             | Olimpia Lubiana - Stella Rossa | 2-2       | Finale (andata), 6 000 spettatori |

| Data                            | Incontro                | Risultato | Note                                              |
| ------------------------------- | ----------------------- | --------- | ------------------------------------------------- |
| UEFA Champions League 1992-1993 |                         |           |                                                   |
| 30 settembre 1992               | Olimpia Lubiana - Milan | 0-3       | Sedicesimi di finale (ritorno), 13 000 spettatori |

| Data                 | Incontro                    | Risultato | Note                                    |
| -------------------- | --------------------------- | --------- | --------------------------------------- |
| Coppa UEFA 2003-2004 |                             |           |                                         |
| 24 settembre 2003    | Olimpia Lubiana - Liverpool | 1-1       | Primo turno (andata), 10 000 spettatori |